# Пономар Віталій Вадимович
Віта́лій Вади́мович Понома́р (нар. 31 травня 1990, Куп'янськ, Харківська область) — український футболіст, нападник.

## Кар'єра гравця
Народився в Куп'янську Харківської області. У футбол починав грати в місцевому дитячому ФК «Мрія». Перший тренер — Юрій Олександрович Гречанников. Після закінчення школи потрапив в поле зору Сергія Ателькіна, який працював селекціонером донецького «Шахтаря». Пономар приїхав на перегляд в «Шахтар» і отримав пропозицію залишитися в стані «гірників». Грав у Другій лізі — спочатку в оренді в луганському «Комунальнику», а потім за «Шахтар-3». У складі цього колективу забив в 29 матчах сезону 2008/09 років 15 м'ячів, після чого був відданий в першолігову «Олександрію». Перший матч у складі ПФК «Олександрії» зіграв проти «Нафтовика-Укрнафти» 19 липня 2009 року, і відразу ж в своєму дебютному матчі відзначився й дебютним голом за олександрійців.
У 2010 році президент ФК «Полтава» запропонував Пономарю повноцінний контракт з його командою, яка тоді в другій лізі боролася за вихід у першу лігу. Не зумівши закріпитися в полтавській команді, нападник перейшов у «Шахтар» (Свердловськ). У першому сезоні за свердловську команду голів не забивав, в наступному відзначився 4 забитими м'ячами, а вже в третьому 10 разів змушував суперників починати з центру поля. За підсумками цього сезону свердловський клуб отримав право на ігри за місце в першій лізі, де за сумою двох матчів поступився «Динамо-2». «Шахтар» залишився в другій лізі, але Пономар все-таки пішов на підвищення, перейшовши до «УкрАгроКому». В команді з Головківки футболіст провів один сезон, після чого «УкрАгроКом» був об'єднаний з «Олександрією».
В об'єднаній команді в першому ж сезоні 2014/15 років Пономар завоював золото Першої ліги та став найкращим бомбардиром своєї команди (10 голів). 19 липня 2015 року в першому турі чемпіонату України 2015/16 в грі проти донецького «Шахтаря» дебютував у вищому дивізіоні. У другому турі дебютний гол нападника в Прем'єр-лізі приніс перемогу «Олександрії» над запорізьким «Металургом».
У сезоні 2015/16 років ФК «Олександрія» посіла 6-те місце і, в зв'язку з дискваліфікацією «Дніпра» на один сезон від участі в єврокубках, команда вперше в своїй історії отримала право зіграти в Лізі Європи. Того ж сезону Віталій Пономар знову став найкращим бомбардиром команди, забивши у ворота суперників 7 м'ячів. Разом з командою дебютував у єврокубках у 3-му кваліфікаційному раунді Ліги Європи 2016/17 проти сплітського «Хайдука», але відзначитися голом в тому матчі так і не зміг. Зіграв Віталій і в матчі-відповіді, але на 46-ій хвилині його замінив Василь Грицук.
У липні 2019 року Віталій Пономар став гравцем клубу Першої ліги «Волинь» з Луцька. У команді, яка під кінець першого кола очолила турнірну таблицю, він став одним із основних нападників, відзначившись у 16 проведених в чемпіонаті матчах трьома забитими м'ячами та ще одним голом — у Кубку України, в якому провів дві гри. Проте у кінці листопада Пономар несподівано покинув розташування команди, написавши лише повідомлення у Facebook, що йому було приємно грати з футболістами «Волині» в одній команді.
1 березня 2020 року став гравцем клубу «Торпедо» (Кутаїсі), що виступає у вищому дивізіоні чемпіонату Грузії. До кінця року провів 8 матчів (2 голи) в чемпіонаті та два матчі в Кубку Грузії, після чого покинув команду.
21 січня 2021 року підписав контракт з харківським «Металістом 1925».

## Досягнення
- Українська прем'єр-ліга:

 Бронзовий призер: 2018/19
- Кубок України:

 Півфіналіст: 2015/16
- Перша ліга чемпіонату України:

 Чемпіон: 2014/15
 Бронзовий призер: 2020/21
- Друга ліга чемпіонату України:

 Чемпіон: 2007/08 (Група Б)
 Бронзовий призер: 2009/10 (Група Б), 2012/13